# Сидорово (Медведевський район)
Си́дорово (рос. Сидорово, марій. Сидорово) — присілок у складі Медведевського району Марій Ел, Росія. Офіційно є адміністративним центром Сидоровського сільського поселення, однак фактично він знаходиться у селищі Нолька Йошкар-Олинського міського округу.

## Населення
Населення — 220 осіб (2010; 214 у 2002).
Національний склад (станом на 2002 рік):
- росіяни — 92 %